# Malayaleyrodes lumpurensis
Malayaleyrodes lumpurensis es un hemíptero de la familia Aleyrodidae, con una subfamilia: Aleyrodinae.
Malayaleyrodes lumpurensis fue descrita científicamente por primera vez por Corbett en 1935.